# Coleophora kandevanella
Coleophora kandevanella é uma espécie de mariposa do gênero Coleophora pertencente à família Coleophoridae.